# Zonsverduistering van 30 juni 1954

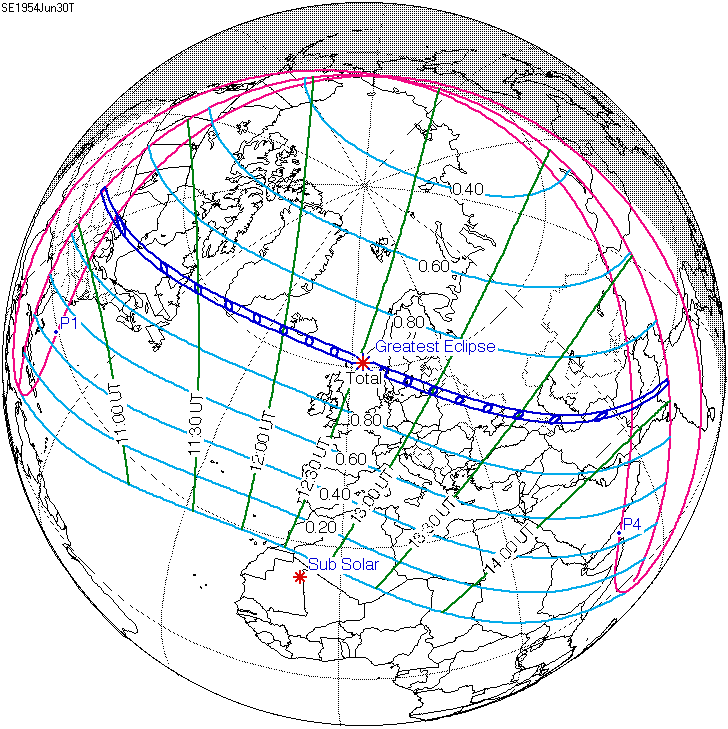
De zonsverduistering was te zien tussen de blauwe lijnen.

De totale zonsverduistering van 30 juni 1954 trok veel over land en was achtereenvolgens te zien in deze 29 staten en landen:
| Verenigde Staten | (6) | Nebraska, South Dakota, Iowa, Minnesota, Wisconsin en Michigan                        |
| Canada           | (3) | Ontario, Quebec en Labrador                                                           |
| Europa           | (8) | Groenland, IJsland, Faeröer, Shetlandeilanden, Noorwegen, Zweden, Letland en Litouwen |
| Azië             | (1) | Kaliningrad                                                                           |
| Europa           | (3) | Polen, Wit-Rusland en Oekraïne                                                        |
| Azië             | (8) | Rusland, Georgië, Azerbeidzjan, Turkmenistan, Iran, Afghanistan, Pakistan en India    |

## Lengte

### Maximum
Het punt met maximale totaliteit lag op zee voor de Noorse kust, vlak bij de plaats Bergen, en duurde 2m34,9s.

### Limieten
| Fenomeen                    | Code | Tijdstip UTC  |
| --------------------------- | ---- | ------------- |
| Eerste contact bijschaduw   | P1   | 10:00:58.1 UT |
| Eerste contact kernschaduw  | U1   | 11:06:57.5 UT |
| Kernschaduw compleet vanaf  | U2   | 11:08:35.5 UT |
| Bijschaduw compleet vanaf   | P2   | Niet          |
| Maximum eclips              | GE   | 12:32:08.6 UT |
| Bijschaduw compleet t/m     | P3   | Niet          |
| Kernschaduw compleet t/m    | U3   | 13:55:51.5 UT |
| Laatste contact kernschaduw | U4   | 13:57:24.4 UT |
| Laatste contact bijschaduw  | P4   | 15:03:28.7 UT |